# Yuval Raphael
Yuval Raphael (en hebreo: יובל רפאל; Ra'anana, Israel; 5 de noviembre de 2000) es una cantante israelí, ganadora de la 11ª temporada de «HaKokhav HaBa», la selección nacional de Israel para el Festival de Eurovisión de 2025, que se celebró en Basilea, Suiza. 

## Biografía
Nació y creció en la aldea cooperativa israelí (Moshav) Pedayá en una familia con raíces en las antiguas comunidades judías de Irak y el Kurdistán iraquí, Irán y Tripolitania. Vivió tres años de su infancia en Ginebra (Suiza). Es sobrina de la millonaria empresaria Ronit Raphael, fundadora y propietaria de la empresa de cosméticos L-Raphael, que tiene un patrimonio neto de alrededor de 250 millones de euros.  De niña escuchaba a grupos de rock como Led Zeppelin y Scorpions, y a cantantes como Beyoncé y Celine Dion. Raphael asistía al festival de música Nova Sukkot Gathering en Re'im el 7 de octubre de 2023, cuando terroristas de Hamás atacaron el festival. Se escondió en un refugio de la muerte cerca del kibutz Be'eri con otras cincuenta personas, mientras sufría heridas de metralla por las granadas lanzadas contra el refugio. Raphael fue uno de los once supervivientes, que se ocultaron bajo cadáveres durante ocho horas. En un discurso ante el Consejo de Derechos Humanos de las Naciones Unidas, describió lo que presenció durante el ataque.

## Carrera
El 19 de noviembre de 2024 se emitió la audición de Raphael para la undécima temporada de HaKokhav HaBa, que sirvió como selección de artistas israelíes para el Festival de Eurovisión 2025, donde interpretó «Anyone» y pasó a la siguiente ronda con una puntuación del 98%. Finalmente, pasó a la final del 22 de enero de 2025, donde interpretó «Dancing Queen» y «Writing's on the Wall». Dedicó su actuación a los fallecidos en el atentado de Nova. Quedó primera y fue elegida para representar a Israel en Eurovisión, sucediendo a Eden Golan, cuya participación en la edición anterior había suscitado polémica por la implicación de su país en la guerra entre Israel y Hamás. En el momento de su anuncio, vivía en Ra'anana.
Ella interpretó la canción New Day Will Rise en el Festival de la Canción de Eurovisión 2025 en Basilea, cuya letra se canta en tres idiomas distintos: inglés, francés y hebreo.
Fue la canción con mayor apoyo por parte del televoto, juntando 297 puntos por parte del público, sumados a los 60 puntos por parte del jurado, dejando así a la delegada israelí en segundo lugar, solo detrás del austríaco Johannes "JJ" Pietsch, ganador de la edición 2025.